# Estadio Ciudad de Málaga
El estadio de atletismo Ciudad de Málaga es una instalación deportiva situada en la ciudad española de Málaga. Es propiedad del Ayuntamiento de Málaga y tiene una capacidad de 7562 espectadores.
Se sitúa en una zona de equipamiento deportivo al oeste de la ciudad, junto al río Guadalhorce y cerca del Palacio de Deportes José María Martín Carpena y el Centro Acuático de Málaga. Dispone de buenas comunicaciones con el centro histórico de Málaga, a través de la MA-22; y con la Costa del Sol Occidental, con acceso a la A-7, a la Ronda de Málaga, a la Avenida de Velázquez, al Paseo Marítimo de Poniente y a la cabecera de la línea 2 del Metro de Málaga. Además, el Aeropuerto de Málaga-Costa del Sol se encuentra a menos de 5 kilómetros.
Todo el mundo que desee utilizar la pista de atletismo, puede hacerlo con un coste simbólico de mantenimiento de la pista.

## Historia
El estadio fue oficialmente inaugurado en el verano del 2009 durante la celebración de la Copa de Europa de Patinete, aunque antes ya había albergado competiciones deportivas.
Las obras de construcción se realizaron en dos fases y fueron iniciadas dos años y medio antes, el 3 de diciembre de 2003 y su primera fase fue finalizada en 2005, que consistía en la pista, vestuarios, iluminación, campo de césped natural y un graderío con capacidad para 1500 espectadores. Con un coste de más de 8 millones de euros.
La segunda fase de las obras tuvo un coste de 10,8 millones de euros destinados a la construcción del tercer anillo del graderío, el cerramiento perimetral de las gradas y la finalización de la cubierta y fachadas. Las obras acumularon un retraso de más de tres años desde la fecha inaugural propuesta. Su inauguración definitiva, con la segunda fase de obras completada, se produjo el 27 de junio de 2009.
Desde agosto del año 2020 su gestión corresponde al Ayuntamiento de Málaga.

## Acontecimientos
- El estadio está concebido para albergar competiciones de atletismo, en julio de 2005 se celebró el Campeonato de España de atletismo, en junio de 2006 fue sede de la Copa de Europa de Atletismo y, ese mismo verano, fue punto de partida de la primera etapa de la Vuelta ciclista a España. En 2009 fue sede del Gran Premio de Andalucía en pista y en 2011 de Campeonato de España de atletismo de categoría absoluta.[6]
- En la temporada 2009-2010, el Málaga Club de Fútbol Femenino de la Superliga de fútbol femenino comenzó a utilizar este estadio como terreno de juego habitual y campo de entrenamiento.[7] Mientras que el equipo masculino del Málaga Club de Fútbol entrena allí desde la temporada 2010-2011,[8] El 19 de noviembre de 2016, el estadio Ciudad de Málaga acogió el primer partido de rugby de la selección española. Fue un test match ante Uruguay que terminó con la victoria del "XV del León" por 33-16 ante más de 10 000 espectadores.
- En el mes de julio de 2020 el estadio albergó algunos partidos de la fase de ascenso a Segunda División.[9]
- Entre el 21 y 23 de enero albergó el Seven de España 2022 y el Seven Femenino de España 2022, siendo parte del tercer torneo de la Serie Mundial de Rugby 7 2021-22 y la Serie Mundial Femenina de Rugby 7 2021-22.[10]
- El estadio también ha albergado partidos amistosos internacionales de fútbol:

| Partido              | Fecha      | Resultado |
| -------------------- | ---------- | --------- |
| Polonia vs Rumanía   | 02-02-2013 | 4-1       |
| Rumanía vs Australia | 06-02-2013 | 3-2       |